# Endless Riddance
Endless Riddance är en EP av Front 242, utgiven 1983. Albumet är ett av de första inom EBM-genren.

## Låtlista
Samtliga låtar är skrivna av Daniel Bressanutti.
Sida A
1. "Take One" – 4:46

Sida B
1. "Controversy Between" – 4:57
2. "Sample D." – 3:16